# Christian Zell
Anders Christian Zell, född 15 september 1948 i Danderyds församling i Stockholms län, är en svensk skådespelare.

## Biografi
Zell, som är son till reklamkonsulenten Arne Zell och Inga Berg (omgift Moberg) samt kusin till Michael Zell, studerade teaterhistoria vid Lunds universitet 1970 och utexaminerades från Statens scenskola i Malmö 1975.. Han var engagerad Malmö stadsteater 1975–1980, Upsala-Gävle stadsteater 1980–1983, Helsingborgs stadsteater 1983–1988 och Göteborgs stadsteater 1989–1990. Sedan 1990 är han anställd vid Östgötateatern i Norrköping där han haft framträdande roller i musikaler som Me and My Girl, Lusta, La Cage Aux Folles, My Fair Lady och Spelman på taket. Han har gjort dramatiska roller i produktioner som bland andra Stiftelsen, Don Juan, Städernas djungel och En vintersaga.  
2012 gjorde han den manliga huvudrollen i musikalen Familjen Addams vid sidan av Petra Nielsen på Östgötateatern, vilket var den första europeiska produktionen någonsin och som spelades under ett helt år.
Han är även känd från TV-produktioner som Raskens, Värmlänningarna och Änkeman Jarl.
Christian Zell var 1973–1985 tid gift med skådespelaren Katarina Zell, med vilken han fick sonen Peter Zell 1973. Senare blev han sambo med skådespelaren Marika Strand och de fick en dotter 1988.

## Filmografi
- 1976 – Raskens (TV-serie)
- 1994 – Änkeman Jarl
- 1997 – Snoken (TV-serie)
- 2000 – Det blir aldrig som man tänkt sig

## Teater

### Roller (ej komplett)
| År   | Roll           | Produktion | Regi                         | Teater                   |
| ---- | -------------- | --- | ---------------------------- | ------------------------ |
| 1979 |                | Romeo och Julia (The Tragedy of Romeo and Juliet) William Shakespeare                                                                   | Lennart Olsson               | Malmö stadsteater        |
| 1983 | Sganarelle     | Don Juan (Dom Juan ou Le Festin de pierre) Molière                                                                                      | Hans Polster                 | Helsingborgs stadsteater |
| 1984 | Allan Felix    | En gång till, Sam (Play It Again, Sam) Woody Allen                                                                                      | Staffan Olzon                | Helsingborgs stadsteater |
| 1984 | Medverkande    | Paris 1918 Staffan Olzon | Staffan Olzon                | Helsingborgs stadsteater |
| 1985 | Hans Vestinius | Panik i Rölleby Anna Bondestam | Bengt Ahlfors                | Helsingborgs stadsteater |
| 1985 | Medverkande    | Paris? Staffan Olzon | Staffan Olzon                | Helsingborgs stadsteater |
| 1985 | Basilio        | Figaros bröllop (La Folle Journée, ou Le Mariage de Figaro) Pierre de Beaumarchais                                                      | Hans Polster                 | Helsingborgs stadsteater |
| 1986 | Herr Plume     | Herr Plumes zellsamheter och blamasjer Christian Zell                                                                                   | Christian Zell Staffan Olzon | Helsingborgs stadsteater |
| 1986 | Harry Trench   | Pappas hus (Widowers' Houses) George Bernard Shaw                                                                                       | Palle Granditsky             | Helsingborgs stadsteater |
| 1986 | Achilles       | Ifigenia i Aulis (Ἰφιγένεια ἐν Αὐλίδι, Īphigéneia en Aulídi) Euripides                                                                  | Anita Blom                   | Helsingborgs stadsteater |
| 1987 | Steve          | Några överlever torkan (A Lesson from Aloes) Athol Fugard                                                                               | Hans Polster                 | Helsingborgs stadsteater |
| 1987 | Basil          | En triangel (The Trigon) James Broom-Lynne                                                                                              | Anita Blom                   | Helsingborgs stadsteater |
| 1987 | Orestes        | Flugorna (Les Mouches) Jean-Paul Sartre                                                                                                 | Anita Blom                   | Helsingborgs stadsteater |
| 1987 | En notarie     | Den politiske kocken August Blanche | Palle Granditsky             | Helsingborgs stadsteater |
| 1987 | Konjander      | Hittebarnet August Blanche | Palle Granditsky             | Helsingborgs stadsteater |
| 1989 | Lord Leicester | Maria Stuart Per Olov Enquist | Gunilla Berg                 | Göteborgs stadsteater    |
| 2001 | Marcus Nypus   | En kul grej hände på väg till Forum (A Funny Thing Happened on the Way to the Forum) Stephen Sondheim, Burt Shevelove och Larry Gelbart | Staffan Aspegren             | Östgötateatern           |
| 2010 |                | Vildanden Henrik Ibsen | Torbjörn Astner              | Östgötateatern           |
| 2010 |                | Familjen (August: Osage County) Tracy Letts                                                                                             | Tereza Andersson             | Östgötateatern           |
| 2013 |                | Bluebird Simon Stephens | Tereza Andersson             | Östgötateatern           |
| 2018 | Cameron        | Camera Jan-Erik Sääf och Staffan Aspegren                                                                                               | Eva Gröndahl                 | Östgötateatern           |

### Regi
| År   | Produktion                             | Upphovsmän                                           | Teater                                                      |
| ---- | -------------------------------------- | ---------------------------------------------------- | ----------------------------------------------------------- |
| 1986 | Frihet i Bremen Bremer Freiheit        | Rainer Werner Fassbinder Översättning Etienne Glaser | Helsingborgs stadsteater                                    |
| 1986 | Herr Plumes zellsamheter och blamasjer | Christian Zell                                       | Helsingborgs stadsteater Regi tillsammans med Staffan Olzon |